# Зооценоз
Зооценоз (грец. zoon — тварина i грец. coinos — спільний) — сукупність тварин, що входять до складу біоценозу. Кожен зооценоз характеризується певним складом тварин і їхніми взаєминами з навколишнім біотичним та абіотичним середовищами. Зооценоз є умовним терміном і в сучасній екології вживається рідко.

## Положення зооценозу в екологічній ієрархії
- Екосистема
  - Біоценоз
    - Зооценоз
    - Фітоценоз

  - 1.2 Біотоп
    - 1.2.1 Природне середовище
    - 1.2.2 Екологічна ніша